# World Health Summit
Der World Health Summit (WHS) ist eine internationale Plattform zum Austausch zwischen Wissenschaft, Politik, Wirtschaft und Zivilgesellschaft über alle Aspekte der globalen Gesundheit. Der World Health Summit arbeitet mit internationalen Organisationen wie der Weltgesundheitsorganisation (WHO) sowie Regierungs- und Nichtregierungsakteuren zusammen. Im Zentrum steht die seit 2009 jährlich im Oktober in Berlin stattfindende Konferenz. Der World Health Summit 2025 findet unter dem Motto „Taking Responsibility for Health in a Fragmenting World“ vom 12. bis 14. Oktober in Berlin statt. Hinzu kommen die jährlichen WHS Regional Meetings und unterjährige Formate, wie die WHS Global Health Dialogues.
Die WHS Regional Meetings werden vom zur Plattform gehörenden Netzwerk wissenschaftlicher Institutionen, der WHS Academic Alliance, an weltweit wechselnden Orten organisiert. Die WHS Global Health Dialogues haben zum Ziel, einen Austausch von Entscheidungsträgern und Meinungsführern in kleinerem Rahmen zu ermöglichen.

## Hintergrund
Das Ziel des World Health Summit ist es, die weltweite Gesundheit durch offenen Dialog und multisektorale Zusammenarbeit zu verbessern. Als unabhängiges Forum fördert der World Health Summit Austausch und Zusammenarbeit von Interessenvertretern aus allen gesellschaftlichen Bereichen. Gemeinsam arbeiten internationale Experten aus Wissenschaft, Politik, Wirtschaft und Zivilgesellschaft an Lösungen für drängende Herausforderungen der globalen Gesundheit. Der World Health Summit setzt sich zum Ziel, eine Plattform für Ansätze auf der Basis wissenschaftlicher Evidenz zur Weiterentwicklung der globalen Gesundheit zu sein. Er orientiert sich an den Nachhaltigkeitszielen der Vereinten Nationen (SDGs). Die Themen sind deshalb interdisziplinär, global und sektorenübergreifend.
Die Konferenz und die unterjährigen Formate haben das Ziel der Vernetzung verschiedener Akteure aus Politik, Wissenschaft, Wirtschaft sowie zivilgesellschaftlichen und Nichtregierungsorganisationen. Dadurch soll die globale Gesundheit als politisches Thema positioniert und neue sektorenübergreifende Lösungen für zentrale Fragen der globalen Gesundheit entwickelt werden.
Zu den wiederkehrenden Themen der Konferenz gehören Klimawandel, Prävention und die Bewältigung möglicher Pandemien, die Finanzierung globaler Gesundheitsprojekte sowie die Förderung der Gesundheit von Frauen, Kindern und marginalisierten Gruppen. Im Vorfeld des World Health Summit werden zentrale Themen des jeweiligen Jahres definiert. Für das Jahr 2024 waren dies etwa Antibiotikaresistenzen oder die Rolle Künstlicher Intelligenz in der digitalen Gesundheitsversorgung.
Im Rahmen des World Health Summit konnten mehrfach erhebliche Finanzierungszusagen für wichtige Projekte und Akteure der globalen Gesundheit erreicht werden. So war eine zentrale Veranstaltung des World Health Summit 2024 eine Geberveranstaltung zugunsten der Weltgesundheitsorganisation, auf der 700 Millionen Dollar für die globale Gesundheit zugesagt wurden. Weitere 300 Millionen Dollar versprachen unter anderem die Europäische Union und die Afrikanische Union bereits im Vorfeld des Gipfels. Damit wolle die WHO dazu beitragen, 40 Millionen vermeidbare Todesfälle in vier Jahren zu verhindern. Im Jahr 2023 wurden im Rahmen einer Geberveranstaltung für die Global Financing Facility 250 Millionen Dollar zur Finanzierung der „Deliver the future“-Kampagne zugesagt, die zum Ziel hat Frauen, Kindern und Jugendlichen in schwer zu erreichenden Gemeinschaften Zugang zu essentieller Gesundheitsversorgung zu ermöglichen. Für die Bekämpfung von Polio sagten zahlreiche Staaten und Institutionen im Rahmen einer Geberveranstaltung auf dem World Health Summit 2022 insgesamt 2,6 Milliarden Dollar Finanzierung für die Global Polio Eradication Initiative zu.
Der World Health Summit umfasst verschiedene Veranstaltungsformate, in denen aktuelle globale Gesundheitsfragen erörtert werden, darunter Keynotes, Podiumsdiskussionen, Workshops und interaktive Debattenformate wie die Global Health Labs. Hinzu kommen verschiedene Austauschtreffen, Rahmen- und Partnerveranstaltungen und Präsentationen. Die Konferenz wird als hybrides Format angeboten, das sowohl eine physische Teilnahme in Berlin als auch einen weltweiten kostenfreien Online-Zugang ermöglicht. Neben dem jährlichen Treffen in Berlin organisiert der WHS unterjährige Veranstaltungsformate wie die WHS Regional Meetings und die WHS Global Health Dialogues. Der World Health Summit versteht sich in diesem Zusammenhang nicht als reine Konferenz, sondern als „internationale strategische Plattform für globale Gesundheit“.
Das wissenschaftliche Netzwerk der Plattform ist die WHS Academic Alliance (ehemals M8 Alliance), ein globaler Zusammenschluss von rund 30 (Stand: Juni 2025) akademischen Institutionen im Gesundheitsbereich. Die WHS Academic Alliance verabschiedet gemeinsame Deklarationen und organisiert regionale Veranstaltungen, wie die jährlichen Regionalkonferenzen des WHS, die WHS Regional Meetings, und verschiedene Formate wie Expertenmeetings.
Die von der WHS Academic Alliance organisierten WHS Regional Meetings finden jährlich an wechselnden Orten auf der ganzen Welt statt. Sie komplementieren die Berliner Konferenz mit einem Fokus auf regionale und lokale Themen. Das erste WHS Regional Meeting fand 2013 unter dem Titel „Health for Sustainable Development in Asia“ in Singapur statt. Im Jahr 2025 fand das WHS Regional Meeting zum Thema "Scaling Access to Ensure Health Equity" vom 25. bis 28. April in Neu-Delhi statt. Das WHS Regional Meeting 2026 wird vom 27. bis 29. April in Nairobi, Kenia stattfinden.
Die WHS Global Health Dialogues bilden zusätzliche Foren, auf denen mehrmals im Jahr gesundheitspolitische Fragen auf Entscheidungsträgerebene diskutiert werden.
Von Anfang an stand der World Health Summit unter der Schirmherrschaft des deutschen Bundeskanzlers, des französischen Staatspräsidenten, sowie von 2013 bis 2021 zusätzlich des EU-Kommissionspräsidenten. Seit 2019 ist der Generaldirektor der Weltgesundheitsorganisation ebenfalls Schirmherr des World Health Summit.
Seit seiner Gründung 2009 hat sich der World Health Summit zu einer der weltweit führenden Global-Health-Konferenzen entwickelt.
Dem World Health Summit steht der Präsident Axel R. Pries vor. Unterstützt wird der Präsident durch den jährlich wechselnden WHS International President, der rotierend von der WHS Academic Alliance gestellt wird. In strategischen Angelegenheiten wird die Plattform durch ein Gremium internationaler Experten, dem WHS Council, beraten. Der World Health Summit wird von der WHS Foundation GmbH, einer Tochtergesellschaft der Charité – Universitätsmedizin Berlin, unter der Leitung von CEO Carsten Schicker organisiert. Die Finanzierung des WHS erfolgt durch öffentliche Mittel, Zuwendungen internationaler Organisationen und Stiftungen, durch Beiträge von Partnern aus Wissenschaft, Wirtschaft und Zivilgesellschaft sowie Eintrittsgelder.

## Geschichte
Der World Health Summit wurde 2009 anlässlich des 300. Jahrestages der Gründung der Charité - Universitätsmedizin Berlin ins Leben gerufen. Die erste Konferenz fand unter dem Motto "The Evolution of Medicine" vom 14. bis 19. Oktober 2009 in Berlin statt und wurde von etwa 700 Teilnehmern besucht. Im Mittelpunkt standen die Entwicklung neuer medizinischer Technologien, der demografische Wandel und die Herausforderungen für Gesundheitssysteme weltweit.
Initiiert wurde der World Health Summit von Detlev Ganten, dem ehemaligen Chef der Charité. Dahinter stand der Gedanke, dass Gesundheit oft nur ein nachrangiges politisches Thema und kein zentrales Handlungsfeld ist. Ziel war es, dies zu ändern und dafür politische Entscheidungsträger, die oft keinen medizinischen Hintergrund haben, mit Wissenschaftlern und Gesundheitsexperten zusammenzubringen, um gemeinsam Strategien für eine nachhaltige Gesundheitsversorgung zu entwickeln. Die erste Konferenz wurde mit Unterstützung der Université Paris Descartes organisiert.
Seit der Gründung ist die Konferenz gewachsen und begrüßt inzwischen jährlich über 3.000 Teilnehmer aus über 100 Ländern in Berlin sowie zusätzlich bis zu 21.000 Online-Teilnehmer.
Im Jahr 2022 fand der World Health Summit gemeinsam mit der Weltgesundheitsorganisation (WHO) als Co-Veranstalter in Berlin und digital statt. Ein Team von WHS und WHO arbeitete zusammen, um verschiedene internationale Akteure zum Thema globale Gesundheit zusammenzubringen. Zentrale Themen waren unter anderem „Climate Change and Health“, „Pandemic Preparedness“, „Food Security“, „Digital Transformation“, „Sustainable Health Systems“, und „The Role of Germany, the G7 and G20 in Global Health“. In 60 Sessions diskutierten 400 Sprecher und 4.000 Teilnehmer vor Ort und 60.000 Teilnehmer online aus 140 Nationen.
| Jahr                   | Teilnehmende                               | Zentrale Themen | Co-Präsidenten |
| 2025 (12.–14. Oktober) |                                            | Motto: “Taking Responsibility for Health in a Fragmenting World” - Prävention von Zivilisationskrankheiten - Künstliche Intelligenz im Gesundheitswesen - Globale Gesundheitsarchitektur im Wandel: Umdenken von Governance- und Finanzierungsmodellen - Friedenssicherung und Globale Gesundheit - Klimawandel und Gesundheit: Gerechte Strategien für eine resiliente Welt - Frauen- und Kindergesundheit: Transformation in die Praxis | Balvir S. Tomas, NIMS University, Indien (International President 2025), Axel R. Pries, Charité, (WHS President)                                                                |
| 2024 (13.–15. Oktober) | 3.500 vor Ort 21.000 digital               | Motto: “Building Trust for a Healthier World” - Globale Gesundheitsfinanzierung - Antimikrobielle Resistenzen - Frauen- und Kindergesundheit - Klimawandel und Gesundheit - Junge Menschen und Nachwuchsförderung in Global Health - Digitale Gesundheit und Künstliche Intelligenz im Gesundheitswesen | Sophia Zoungas, Monash University (International President 2024), Christina Mitchell, Monash University (International President 2024), Axel R. Pries, Charité, (WHS President) |
| 2023 (15.–17. Oktober) | 3.100 vor Ort 12.000 digital               | Motto: “A Defining Year for Global Health Action” - Pandemieprävention, -planung und -maßnahmen - Allgemeine Gesundheitsversorgung - Planetare Gesundheit - G7/20 über gesundheitliche Chancengleichheit und globale Gesundheitssicherheit - Digitale Gesundheit - 75. Jahrestag der Gründung der Weltgesundheitsorganisation - Innovationen in der Tuberkulosebekämpfung - Geberkonferenz der „Global Financing Facility“                | Adnan Hyder, George Washington University (International President 2023), Axel R. Pries, Charité (WHS President)                                                                |
| 2022 (16.–18. Oktober) | 4.000 vor Ort 60.000 digital               | Motto: “Making the Choice for Health” Erstmalige gemeinsame Ausrichtung mit der WHO - Investitionen für Gesundheit und Wohlbefinden - Klimawandel und Planetare Gesundheit - Pandemieprävention - Digitale Transformationen im Gesundheitswesen - Transformation des Ernährungssystems für mehr Gesundheit - Resilienz und Chancengleichheit im Gesundheitssystem - Globale Gesundheit für Friedenssicherung                              | Tedros Adhanom Ghebreyesus, WHO (Co-Host 2022), Axel R. Pries (WHS President)                                                                                                   |
| 2021 (24.–26. Oktober) | 6.000 vor Ort und digital                  | - Impfstoffgerechtigkeit - Die Rolle der EU in Global Health - WHO Rat zur Wirtschaftlichkeit des Konzepts Gesundheit für Alle - Wechselbeziehungen zwischen Covid-19 und Mentale Gesundheit - Digitale Gesundheit und künstliche Intelligenz im Gesundheitswesen - Lehren zur Pandemieprävention durch Covid-19 - Globale Gesundheitspolitik des Deutschen Gesundheitsministeriums                                                       | Charles Ibingira, Makerere-Universität (International President 2021), Axel R. Pries, Charité (WHS President)                                                                   |
| 2020 (25.–27. Oktober) | Ausschließlich digital, 6.000 Teilnehmende | - Pandemieprävention von Covid-19 - Die Rolle der EU in Global Health - Klimawandel und Gesundheit - 75. Jahrestag der Gründung der Vereinten Nationen - 3. UN-Nachhaltigkeitsziel: Globaler Aktionsplan für Gesundheit und Wohlergehen - Translationale Forschung - Digitale Gesundheit und Künstliche Intelligenz in der Pandemieprävention                                                                                             | Charles Ibingira, Makerere-Universität (International President 2020), Detlev Ganten (WHS-Gründungspräsident)                                                                   |
| 2019 (27.–29. Oktober) | 2.500 vor Ort                              | - Klimawandel und Gesundheit - Gesundheitsbildung - Allgemeine Gesundheitsversorgung - Gesundheitspolitik der G7/G20 - 3. UN-Nachhaltigkeitsziel: Globaler Aktionsplant für Gesundheit und Wohlergehen - Kapazitätsaufbau in Afrika - Digitale Gesundheit | Ali Jafarian, Medizinische Universität Teheran (International President 2019), Detlev Ganten, Charité (WHS-Gründungspräsident)                                                  |
| 2018 (14.–16. Oktober) | 2.400 vor Ort                              | - Pandemieprävention - UN-Nachhaltigkeitsziele: Gesundheit in allen Politikfeldern - Zugang zu essentiellen Arzneimitteln - Gesundheitssystemstärkung - Antimikrobielle Resistenzen - Digitale Transformation im Gesundheitswesen | João Gabriel Silva, Universität Coimbra, Fernando Regateiro, Universitätskliniken Coimbra (International Presidents 2018), Detlev Ganten, Charité (WHS-Gründungspräsident)      |
| 2017 (15.–17. Oktober) | 2.000 vor Ort                              | - Gesundheitspolitik der G7/G20: Globale Gesundheitsgovernance - Globale Gesundheitssicherheit und planetare Gesundheit - Urbane Resilienz - Impfstoffforschung und -entwicklung - Stärkung von Innovationen und Gesundheitssystemen in Afrika - Big Data im Gesundheitswesen | Hélène Boisjoly, Universität Montreal (International President 2017), Detlev Ganten, Charité (WHS-Gründungspräsident)                                                           |
| 2016 (9.–11. Oktober)  | 1.600 vor Ort                              | - Migration und Gesundheit von Geflüchteten - Digitale Gesundheit - Frauengesundheit - Translationale Forschung - Infektionskrankheiten: Lehren der Zika bis Ebola-Epidemie - Gesundheitsagenda der UN-Nachhaltigkeitsziele | Antoine Flahault, Institute of Global Health (International President 2016), Detlev Ganten, Charité (WHS-Gründungspräsident)                                                    |
| 2015 (11.–13. Oktober) | 1.500 vor Ort                              | - Bildung und Führungskompetenzen in Global Health - Forschung und Innovationen - Evidenzbasierte Politik - Globale Gesundheit für eine nachhaltige Entwicklung | Shunichi Fukuhara, Universität Kyoto (International President 2015), Detlev Ganten, Charité (WHS-Gründungspräsident)                                                            |
| 2014 (19.–22. Oktober) | 1.300 vor Ort                              | - Bildung und Führungskompetenzen in Global Health - Forschung und Innovationen - Evidenzbasierte Politik - Globale Gesundheit für eine nachhaltige Entwicklung | José Otávio Auler Jr., Universität São Paulo (International President 2014), Detlev Ganten, Charité (WHS-Gründungspräsident)                                                    |
| 2013 (20.–22. Oktober) | 1.200 vor Ort                              | - Forschung und Innovationen - Bildung und Führungskompetenzen in Global Health - Evidenzbasierte Politik - Globale Gesundheit für eine nachhaltige Entwicklung | John Eu-Li Wong, National-Universität Singapur (International President 2013), Detlev Ganten, Charité (WHS-Gründungspräsident)                                                  |
| 2012 (21.–24. Oktober) | 1.200 vor Ort                              | - Zivilisationskrankheiten - Politische Maßnahmen für Translationaler Forschung - Gesundheitsökonomie - Aus- und Weiterbildung von Gesundheitsfachpersonal - IT im Gesundheitswesen | Michael J. Klag, Johns Hopkins University (International President 2012), Detlev Ganten, Charité (WHS-Gründungspräsident)                                                       |
| 2011 (23.–26. Oktober) | 1.200 vor Ort                              | - Aktuelle wissenschaftliche Entwicklungen - Forschung und Innovation - Gesundheitssystemstärkung - Trends und Themen in der Globalen Gesundheitsagenda | Steve Wesselingh, Monash University (International President 2011), Detlev Ganten, Charité (WHS-Gründungspräsident)                                                             |
| 2010 (10.–13. Oktober) | 1.200 vor Ort                              | - Translationale Forschung im Gesundheitswesen - Evidenzbasierte Politik - Transformation im Gesundheitswesen | Stephen K. Smith, Imperial College (International President 2010), Detlev Ganten, Charité (WHS-Gründungspräsident)                                                              |
| 2009 (14.–18. Oktober) | 700 vor Ort                                | - Infektionskrankheiten - Alterssensible Gesundheitsversorgung - Gesundheitssysteme - Neue Entwicklung der Forschungsagenda | Detlev Ganten, Charité (WHS-Gründungspräsident) |

## Internationale Vernetzung
Der World Health Summit versteht sich als internationale Plattform für globale Gesundheit. Dementsprechend ist er stark mit internationalen Initiativen und Organisationen vernetzt und arbeitet mit diesen über das Jahr hinweg bei Projekten und Austauschformaten in verschiedenen Regionen der Welt zusammen.

### WHS Academic Alliance
Ein zentrales Element der internationalen Vernetzung des World Health Summit ist die WHS Academic Alliance, die aus knapp 30 (Stand Juni 2025) akademischen Institutionen auf der ganzen Welt besteht. Zu den Mitgliedern zählen neben einzelnen Universitäten, Forschungseinrichtungen und Universitätskliniken auch die InterAcademy Partnership, die nationale Akademien für Medizin und Naturwissenschaften in über 100 Ländern vertritt. Initiiert wurde die WHS Academic Alliance bereits 2009 durch die Charité Berlin, damals unter dem Namen M8 Academic Alliance. Seitdem konnte das Netzwerk konstantes Wachstum verzeichnen. Die „International Presidency“ des World Health Summits rotiert jährlich unter den Mitgliedern der WHS Academic Alliance.

#### Mitglieder der WHS Academic Alliance (Stand Juni 2025)
- Africa Academy for Public Health, Tansania
- Aga Khan University, Pakistan und Ostafrika
- Amerikanische Universität Beirut, Libanon
- Ashoka University, Indien
- Association of Academic Health Centers International (AAHCI)
- Charité – Universitätsmedizin Berlin, Deutschland
- Chinese Academy of Medical Sciences & Peking Union Medical College, China
- Coimbra Health, Portugal (ein Konsortium von Centro Hospitalar e Universitário de Coimbra und Universität Coimbra)
- Consortium of Universities for Global Health (CUGH)
- Global Network for Academic Public Health (GNAPH)
- Institut de Recherches Cliniques de Montréal, Kanada
- InterAcademy Partnership (IAP), bis März 2016 als InterAcademy Medical Panel (IAMP) bezeichnet
- Universität Istanbul, Türkei
- Karolinska-Institut, Schweden
- Li Ka Shing Faculty of Medicine, Universität Hongkong (HKUMed), China
- London School of Hygiene and Tropical Medicine, Großbritannien
- Makerere Universität, Uganda
- Manipal Academy of Higher Education (MAHE), Indien
- Milken Institute School of Public Health, George Washington University, USA
- Monash University, Australien
- Nationaluniversität Taiwan, Taiwan
- National University of Singapore (Yong Loo Lin School of Medicine)
- NIMS University, Indien
- Universität La Sapienza Rom, Italien
- Sergio Arouca National School of Public Health, ENSP, Brasilien
- Medizinische Universität Teheran, Iran
- Trinity College Dublin, Irland
- Université Paris Cité, Frankreich
- Universität Montreal, Kanada

### WHS Regional Meetings
Jährlich findet zusätzlich zur Konferenz in Berlin ein WHS Regional Meeting in wechselnden Weltregionen statt, in dessen Rahmen regionale Themen und Herausforderungen im Zusammenhang mit globaler und öffentlicher Gesundheit in den Fokus rücken. Das WHS Regional Meeting wird von derjenigen Institution ausgerichtet, die im jeweiligen Jahr den rotierenden Vorsitz der WHS Academic Alliance innehat. Die WHS Regional Meetings haben sich als eigenständiges Format aus den traditionell im April stattfindenden internationalen Planungssitzungen mit der WHS Academic Alliance entwickelt.
| Jahr (Datum)         | Ausrichter                                                                                             | Land                   | Thema | International President(s)                                                    |
| 2025 (25.–27. April) | NIMS University und Manipal Academy of Higher Education, Ashoka University                             | Indien (Neu-Delhi)     | "Scaling Access to Ensure Health Equity" | Balvir S. Tomar, NIMS University                                              |
| 2024 (22.–24. April) | Monash University                                                                                      | Australien (Melbourne) | „Shape the Future of Health across Asia and the Pacific“ | Christina Mitchell und Sophia Zoungas, Monash University                      |
| 2023 (13. April)     | George Washington University Milken School of Public Health und Association of Academic Health Centers | USA (Washington, D.C.) | „Bridging the Science to Policy Gap for Global Health“ | Adnan Hyder, George Washington University                                     |
| 2022 (15.–17. Juni)  | Universität La Sapienza                                                                                | Italien (Rom)          | „Vaccine Development and Policies: Challenges and Strategies“, „Healthcare Systems“, „Metabolic Syndrome and Chronic Diseases“, „New Technologies and Personalized Therapies“, „New Frontiers in Healthcare Promotion“                                   | Eugenio Gaudio und Luciano Saso, Universität La Sapienza                      |
| 2021 (27.–30. Juni)  | Makerere Universität                                                                                   | Uganda (Kampala)       | „The Health of the African Youth, Advancing Technology for Health in Africa“, „Infectious Diseases and Global Health Security“, „Stemming the Tide of Non-Communicable Diseases in Low- and Middle-Income Countries“, „Inter-Sectoral Action for Health“ | Charles Ibingira, Makerere University College of Health Sciences              |
| 2020                 | (auf 2021 verschoben wegen COVID-19)                                                                   |                        | |                                                                               |
| 2019 (29.–30. April) | Teheran University of Medical Sciences                                                                 | Iran (Kish)            | „United together for global health“ | Ali Jafarian, Teheran University of Medical Sciences                          |
| 2018 (19.–20. April) | Universität Coimbra und Universitätsklinikum Coimbra                                                   | Portugal (Coimbra)     | „Managing Infectious Diseases“, „Governance for Health Equity in Low & Middle Income Countries“, „Opportunities and Challenges in Translating Innovation into Healthcare“, „Biomedical Education for a Changing World“                                   | João Gabriel Silva, Universität Coimbra                                       |
| 2017 (8.–9. Mai)     | Universität Montreal, Montreal Clinical Research Institute                                             | Kanada (Montreal)      | „New Frontiers in Medical Treatment“, „Health and Healthcare Delivery for Specific Groups“, „Environmental, Social and Cultural Determinants of Health“, „Medical Education for Optimal Healthcare“                                                      | Hélène Boisjoly, Medizinische Fakultät der Universität Montreal               |
| 2016 (19.–21. April) | Universität Genf, Universitätskliniken Genf                                                            | Schweiz (Genf)         | Global Health: Sustainable and Affordable Innovation in Healthcare | Antoine Flahault, Director, Institut für Globale Gesundheit, Universität Genf |
| 2015 (13.–14. April) | Universität Kyoto                                                                                      | Japan (Kyoto)          | „Challenges in a Rapidly Aging Society“, „Preparedness for & Resilience after Disasters“, „Fostering New Leadership“ | Shunichi Fukuhara, School of Public Health, Universität Kyoto                 |
| 2014 (6.–8. April)   | Universität São Paulo                                                                                  | Brasilien (São Paulo)  | „Healthy Life Expectancy“, „Urban Health / Health in Megacities“, „Increased Research Capacity to Incorporate Technologies“, „Management of Health Systems to Ensure Universal Coverage“, „Health Education“                                             | José Otávio Costa Auler Jr. (Medizinische Fakultät der Universität São Paulo) |
| 2013 (8.–10. April)  | National-Universität Singapur                                                                          | Singapur               | „The Impact of Health on Asian Economies“. Innovations in Health in Asia, „Financing Health Care in Asia“, „Emerging Health Threats in Asia“ | John Eu-Li Wong (National-Universität Singapur)                               |

## Kritik
Einige zivilgesellschaftliche Organisationen übten Kritik am World Health Summit. So warfen etwa Brot für die Welt, Medico International oder plan:g in seinen ersten Jahren eine inhaltliche und organisatorische Nähe zur Pharmaindustrie vor, was sich an der großen Zahl von Teilnehmern aus der Privatwirtschaft zeige. Ähnlichen Vorwürfen begegnete der World Health Summit zuletzt mit einem Hinweis auf die heterogene Finanzierungsstruktur. Die Förderung durch die öffentliche Hand und durch den Privatsektor seien mit je 40 Prozent gleich hoch, daneben stammten 20 Prozent des Budgets aus Beiträgen wissenschaftlicher Institutionen, privater Stiftungen und Eintrittsgeldern. Kein einzelner privater Partner finanziere mehr als 4 Prozent des Gesamtbudgets.